# Bazylika Matki Boskiej Różańcowej w Fatimie
Bazylika Matki Boskiej Różańcowej w Fatimie (port. Basílica de Nossa Senhora do Rosário) – kościół rzymskokatolicki położony na terenie sanktuarium Matki Bożej w Fatimie.

## Historia
Kościół został zbudowany w miejscu, gdzie 13 maja 1917 roku troje pastuszków zobaczyło nagle błyskawicę, która ich przestraszyła. Gdy zebrali stado owiec i wracali do domu, ukazała im się Matka Boska nazwana później Matką Bożą Fatimską. Projekt kościoła wykonał holenderski architekt Gerard van Krieken. 13 maja 1928 roku arcybiskup Evory Manuel da Conceiçăo Santos poświęcił kamień węgielny pod budowę świątyni. Kościół konsekrowano 7 października 1953 roku. W listopadzie 1954 roku papież Pius XII dekretem „Luce Suprema” nadał kościołowi tytuł bazyliki mniejszej. W bazylice znajdują się grobowce Franciszka i Hiacynty Marto oraz Łucji dos Santos. W witrażach przedstawiona została historia objawień maryjnych w Fatimie.
Sanktuarium przyciąga dużą liczbę pielgrzymów; każdego roku zjawia się ich około miliona, 13 maja i 13 października, w rocznicę początku i zakończenia objawień fatimskich. Ogółem bazylikę odwiedza rocznie ok. 4 milionów pielgrzymów.

## Architektura
Bazylika została wzniesiona w stylu neobarokowym z kamienia z regionu Moimento, ołtarze natomiast wykonano z portugalskich marmurów z okolic Estremoz, Pero Pinheiro i Fatimy. Świątynia ma 70,5 m długości i 37 m szerokości. Marmurowe anioły na fasadzie wykonał Albano França. Wieża wznosi się na wysokość 65 m i jest zwieńczona koroną z brązu o wadze 7000 kg oraz krzyżem, podświetlanym w nocy. Carillon składa się z 62 dzwonów, z których największy waży 3000 kg.

## Wyposażenie
15 ołtarzy jest poświęconych 15 tajemnicom różańca. W czterech narożnikach bazyliki umieszczono posągi świętych: Antonia Maríi Clareta, Dominika, Jana Eudesa i Stefana, króla Węgier.
Do skarbów bazyliki należy irlandzka monstrancja – dar z 1949, uważana za jedno z najbardziej znaczących dzieł sztuki sakralnej powstałych na terenie Irlandii.

### Organy
Organy pochodzą z 1952.  Zostały zbudowane przez włoską firmę Fratelli Rufatti z Padwy. Składają się z 5 części połączonych w 1962 w jeden zespół. Mają 152 głosy i ok. 12000 piszczałek wykonanych z ołowiu, cyny i drewna.

### Posąg Matki Bożej Fatimskiej
Dużych rozmiarów posąg Matki Bożej Fatimskiej (4,73 m wysokości, waga 14 ton), stojący w niszy nad głównym wejściem do bazyliki, wyrzeźbił między 7 marca 1956 a 5 kwietnia 1958 we Włoszech amerykański dominikanin Thomas McGlynn (1906–1977). Przy pracy nad dziełem kierował się on wskazaniami Łucji Santos, która opisała mu dokładnie wygląd Maryi podczas objawień. Ostateczny efekt jest wynikiem ich współpracy. Sam posąg został przekazany 13 maja 1958 dla Sanktuarium Matki Bożej Fatimskiej jako dar katolików amerykańskich.
Posąg Matki Bożej Fatimskiej przypomina treść orędzia odnoszącą się do nabożeństwa do Niepokalanego Serca Maryi, do którego Matka Boska nawiązywała podczas trzech pierwszych objawień w Cova da Iria oraz w objawieniach w Pontevedra: nabożeństwo pięciu pierwszych sobót, poświęcenie Rosji i triumf jej Niepokalanego Serca.

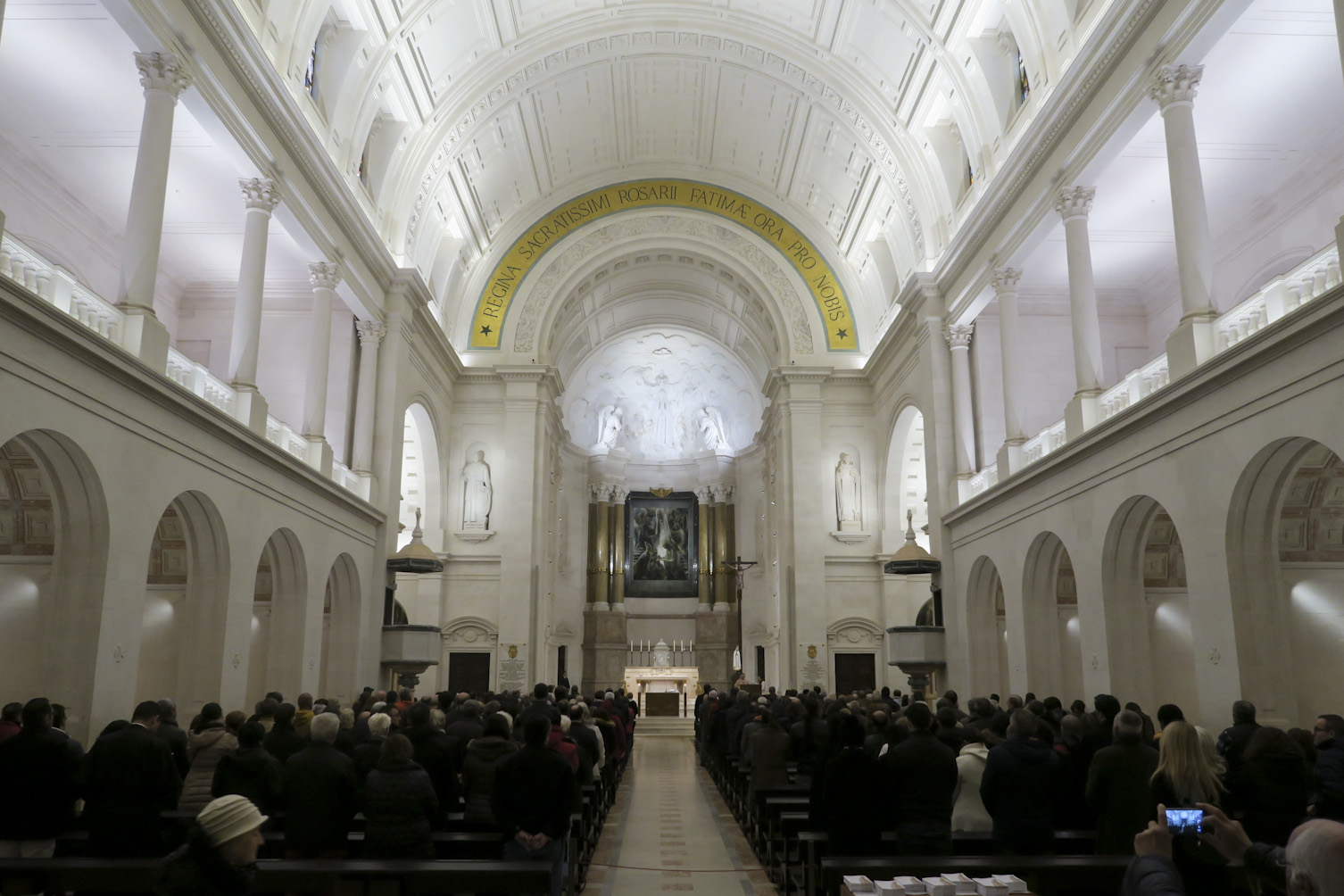
Wnętrze świątyni
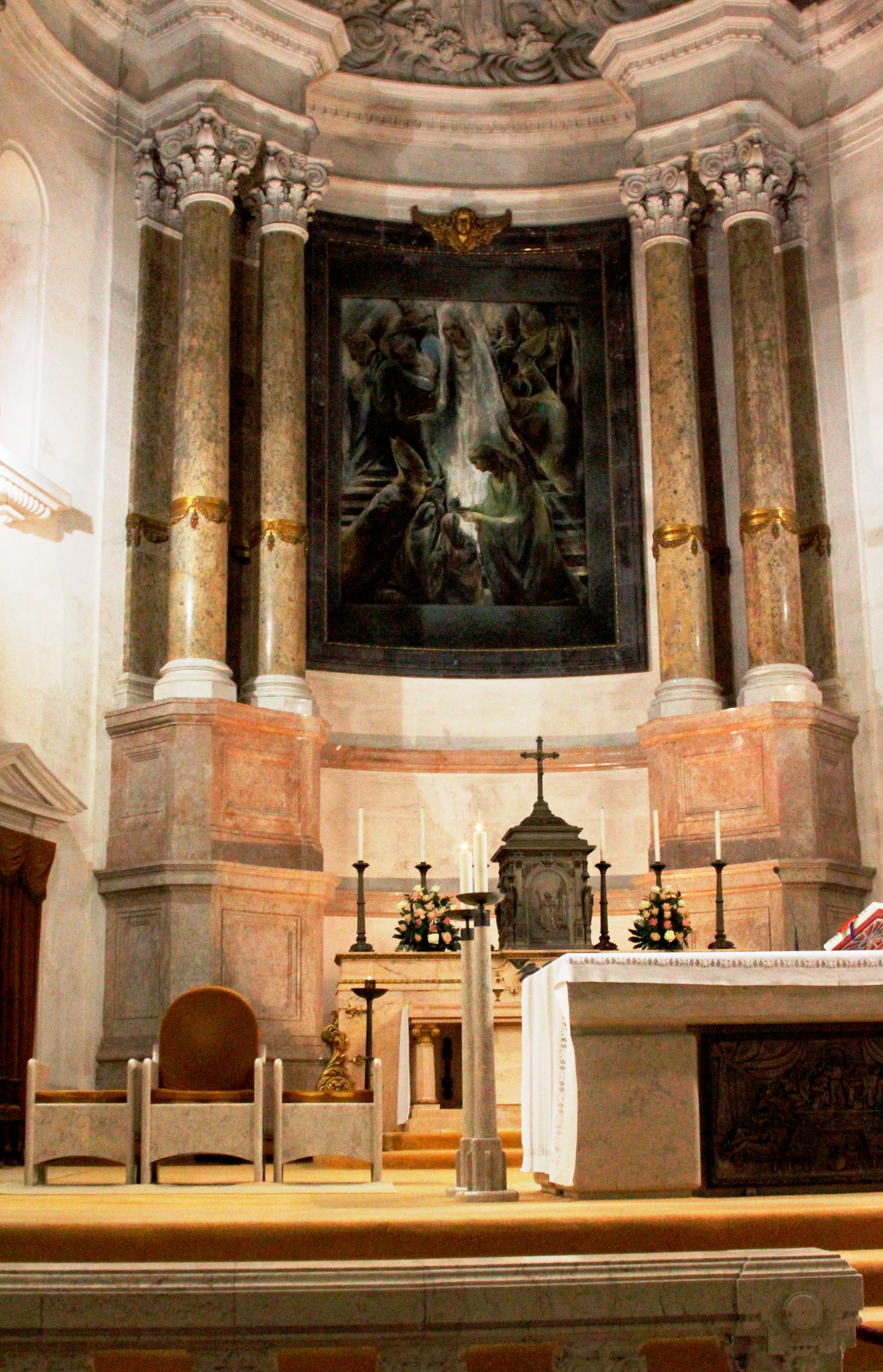
Ołtarz główny
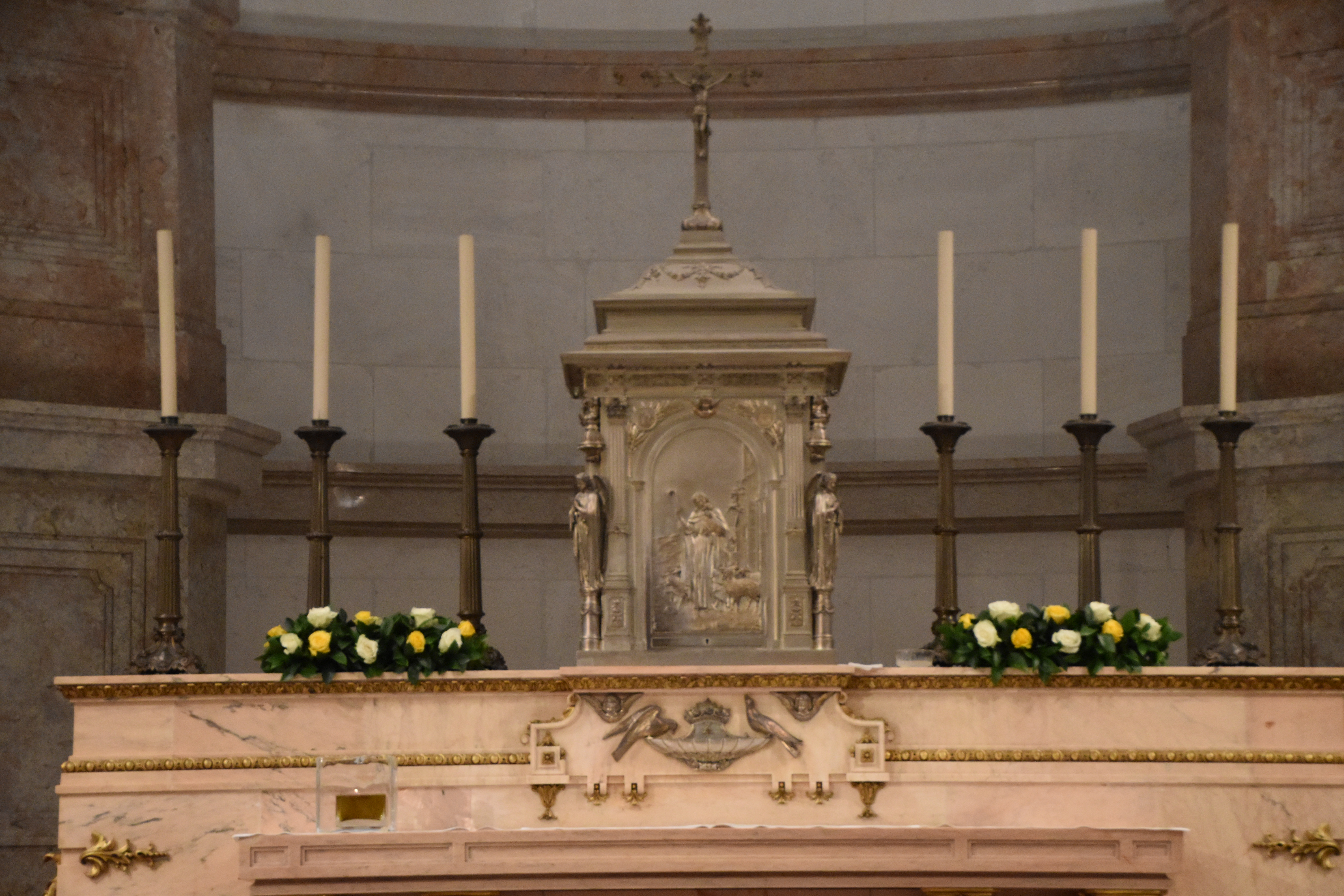
Mensa ołtarzowa
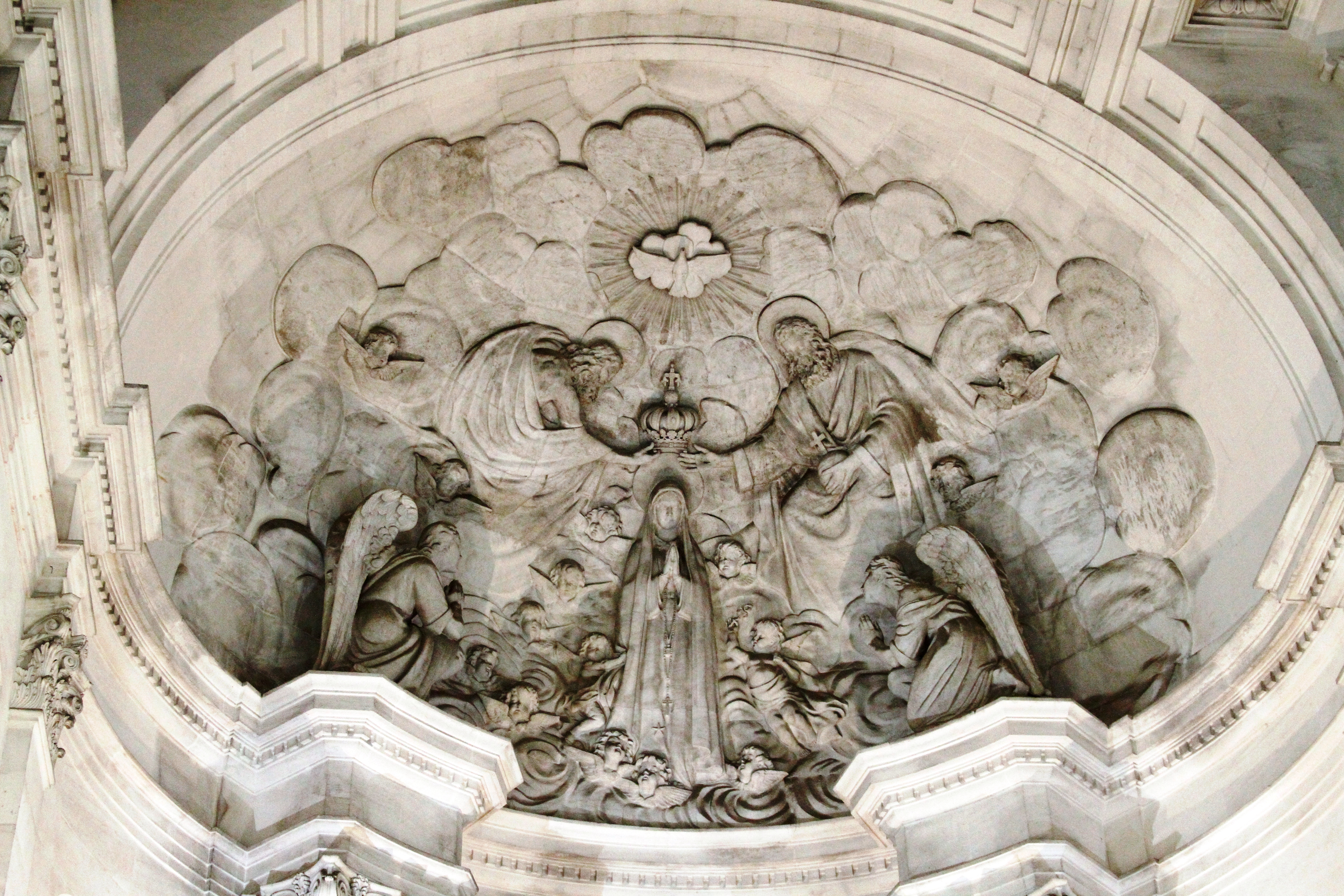
Relief Koronacja Matki Bożej